# アメリカン航空1便墜落事故
アメリカン航空1便墜落事故（アメリカンこうくう1びんついらくじこ、英: American Airlines Flight 1）とは、1962年にニューヨークで発生した航空事故である。

## 事故の概略
1962年3月1日、アメリカン航空1便はアメリカ大陸横断便としてニューヨークからロサンゼルスに向かうため、アイドルワイルド空港（現在のジョン・F・ケネディ国際空港）の滑走路33Lを10時6分に離陸した。1便はボーイング707-123B（機体記号：N7506A）で運航されていた。
だが、1便は左旋回しながら上昇していた時に水平飛行が出来なくなり、そのまま左に傾きながら横転した状態になった。そのため1便は離陸してから2分後に、およそ1,500フィートの高度からニューヨーク東側にあるジャマイカ湾に時速370kmで激突し、機体は海底の泥の中に埋没した。
事故により乗員・乗客95名全員が死亡。当時、一機による事故としてはアメリカ国内最悪の航空機事故となった。犠牲者の中には、後にポール・マッカートニーと結婚した写真家リンダ・イーストマン・マッカートニーの母親も含まれていた。
尚、この事故によってアメリカの画家であるアーシル・ゴーキーの抽象画15点が損壊・消失している。

## 事故の原因
事故当日のニューヨークの天候は大変良好であり、機体になんらかのトラブルが発生したのが事故原因であるとみられていたが、高速で衝突した機体の損傷は激しく、調査は困難を極めた。
その後アメリカ民間航空委員会の事故調査官がラダーの制御システムに深刻な異常があったことを突き止めた。ラダーサーボ機構を制御する発電機の内部のケーブルが切断していたのだ。そして、この電線の損傷は、製造ラインにある同型機においても発見された。製造ラインを詳細に調査すると、ケーブルを結束する作業工程で用いていたピンセットの使い方が不適切であったことがわかった。
つまり、アイドルワイルド空港を離陸直後に機体が制御を失いジャマイカ湾に墜落したのは、製造時に損傷を受けたケーブルが、それまでに受けた振動などによりついに断線し、その結果航空機のラダーが誤作動したためであった。ただし、同年7月初め、アメリカ連邦航空局は誤って装着されていた規格外のコッターピン（割りピン）とボルトが欠落し、ラダーを不作動にしたという見解を述べている。